# Risalpur
Risalpur (en ourdou : رسالپور) est une ville située dans la province de Khyber Pakhtunkhwa au Pakistan. Cinquième plus grande ville du district de Nowshera, la ville se trouve à seulement sept kilomètres de son chef-lieu, Nowshera et à vingt kilomètres au sud de Mardan.
La ville est traversée par la route nationale no 45. C'est aussi un lieu stratégique pour l'armée, puisqu'on y trouve l'académie de la Pakistan Air Force.
La population de la ville a été multipliée par près de trois entre 1972 et 2017 selon les recensements officiels, passant de 12 136 habitants à 36 653. Entre 1998 et 2017, la croissance annuelle moyenne s'affiche à 0,8 %, bien inférieure à la moyenne nationale de 2,4 %.
|            | 1972 (rec.) | 1981 (rec.) | 1998 (rec.) | 2017 (rec.) |
| ---------- | ----------- | ----------- | ----------- | ----------- |
| Population | 12 136      | 20 386      | 31 416      | 36 653      |

## Personnalités liées
- Akash Bashir (1994-2015), né à Risalpur, chrétien, mort en voulant empêcher un attentat meurtrier, reconnu « serviteur de Dieu »  par le pape François[2].